# Rollerball (1975)
Rollerball ist ein US-amerikanischer Science-Fiction-Film der Produktionsfirma United Artists aus dem Jahr 1975. Der nahezu ausnahmslos in München gedrehte Spielfilm mit James Caan in der Hauptrolle basiert auf einer Kurzgeschichte von William Harrison, der auch das Drehbuch schrieb.

## Handlung
Im Jahr 2018 sind die Nationen der Welt durch ein Konglomerat globaler Konzerne ersetzt worden, die jeweils auf ein einzelnes „Produkt“ spezialisiert sind: Energie, Transport, Nahrung etc. Individualismus und Selbstbestimmtheit treten zugunsten von durch die Exekutiven der Konzerne garantierten Sicherheit und Luxus in den Hintergrund. Jeder Konzern kontrolliert jeweils eine Stadt. Ein zentrales Mittel, die Massen ruhig und bei Laune zu halten, ist der brutale Sport Rollerball, eine Mischung aus Hockey, Roller Derby, Motorradrennen und Football, der nicht nur Kriege, sondern auch alle anderen Sportarten ersetzt. Gleichzeitig lassen die Konzerne zu, dass Teile des zentral gespeicherten Wissens der Menschheit in Vergessenheit geraten; die Vergangenheit geht verloren, jeder kritischen Nachfrage wird somit die Grundlage entzogen.

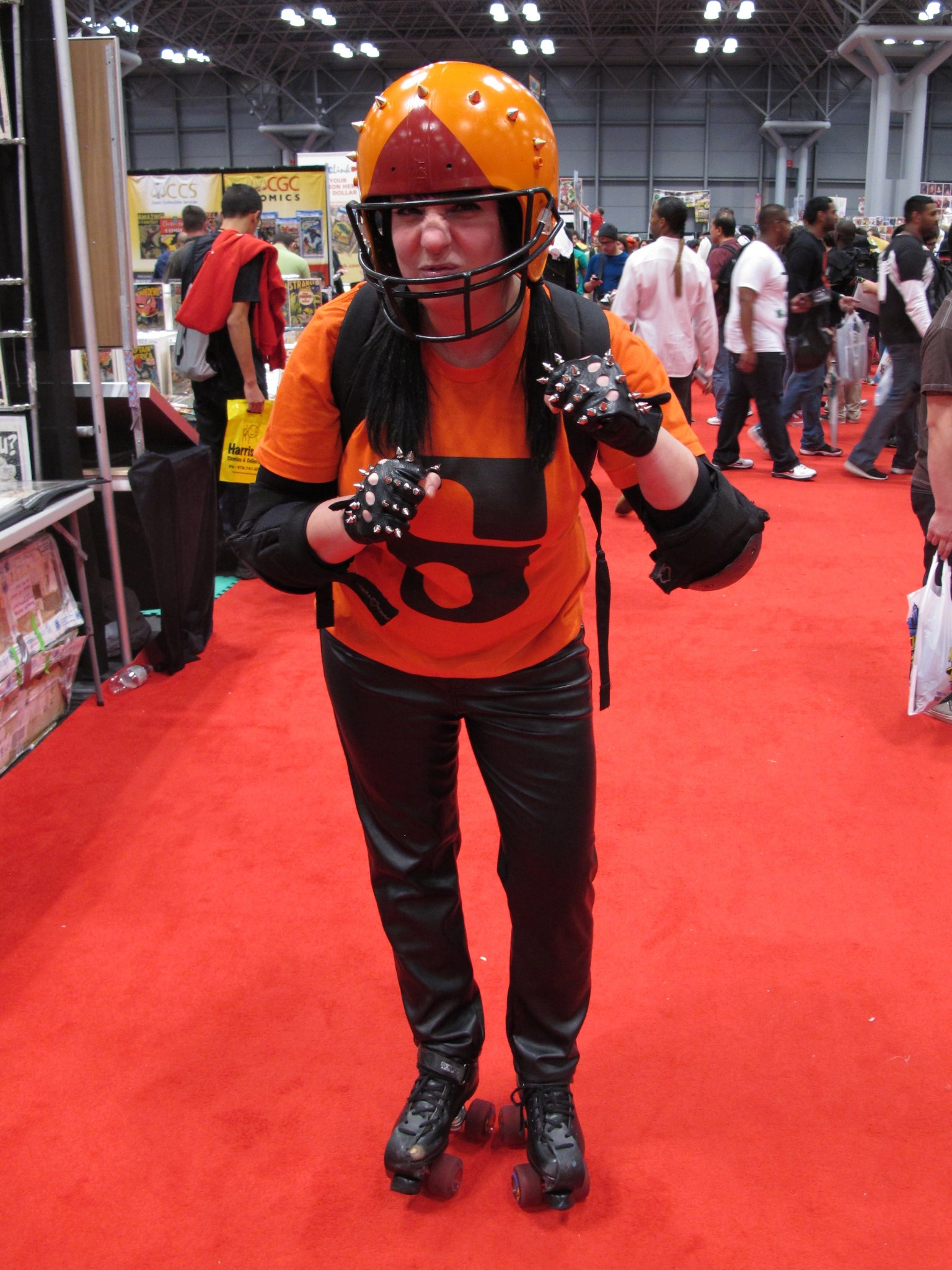
Cosplay-Darsteller auf der New York Comic Con, 2014

Das Spiel Rollerball findet in einer Halle statt, in der jeweils die Mannschaften zweier Konzerne gegeneinander antreten. Ziel des Spiels ist es, eine schwere Metallkugel in einen Trichter zu befördern. Die Spieler tragen zwar Schutzpanzer und Helme, aber auch mit Metalldornen bewehrte Handschuhe. Für Fouls gibt es zwar Zeitstrafen, aber Regeln sind nur marginal vorhanden. Es bleibt nicht aus, dass es bei jedem Spiel Schwerverletzte gibt, teilweise auch Todesopfer. Das Ziel der Sportart ist nicht nur, die Massen zu unterhalten, sondern die Menschen auch davon abzuhalten, über die herrschenden Befindlichkeiten nachzudenken und Aufruhr zu stiften. Durch das brutale Spiel und die damit verbundene kurze Karriere der meisten Spieler soll aufgezeigt werden, dass Individualität zu nichts führt, und jeder Mensch nur seinen Teil zum Ganzen beitragen soll.
Einer der besten Spieler ist Jonathan E. von Team Houston, der aufgrund seiner großen Fähigkeiten bereits jahrelang erfolgreich Rollerball spielt, was von den Erfindern der Sportart nie vorgesehen war. Er wird von den Massen als Held gefeiert und verehrt.
Der Houstoner Konzernchef Bartholomew befürchtet, dass Jonathans Popularität und Erfolg dem Zweck des Sports, die Massen unter Kontrolle zu halten und individualistische Heldenverehrung zu verhindern, entgegenläuft. Er fordert Jonathan E. zum Rücktritt auf, dieser weigert sich jedoch und spielt weiter. Nach dem Gespräch mit Bartholomew macht sich E. immer mehr Gedanken über die herrschenden Verhältnisse und möchte mehr über die Geschichte der Konzerne und die herrschenden Kräfte herausfinden. Sein Einfluss ermöglicht ihm einige Nachforschungen, jedoch stellt sich heraus, dass alle Geschichtsbücher vernichtet und alle enthaltenen Informationen in einen Computer eingespeist wurden, der jedoch fehlerhaft ist. Zeitgleich zeigt sich die moralische Verkommenheit und Ignoranz der herrschenden Klasse.
Da E. aufgrund seiner Popularität nicht ohne weiteres ausgetauscht werden kann, werden die Regeln ständig verschärft, um ihn auf diese Weise zur Aufgabe zu zwingen. Das Spiel hat zum Schluss keine Zeitbegrenzung mehr, für Fouls gibt es keine Zeitstrafen und es dürfen auch keine Ersatzspieler mehr auf das Spielfeld.
Im Endspiel ist Jonathan E. der letzte aktive Spieler, alle anderen sind entweder tot, verletzt oder weigern sich weiterzuspielen. Er hält den Spielball. Die Massen halten den Atem an, die Konzernbosse schwitzen in Erwartung dessen, was E. jetzt tun wird. Jonathan E. wirft die Kugel in den Trichter und erzielt den letzten Treffer. Die Massen schweigen zunächst andächtig, aber als Jonathan seine Runden über die Bahn zieht, skandieren sie seinen Namen wieder und wieder.

## Ausrüstung
Der Ball aus Metall weist geschätzt 8 cm Durchmesser auf, Rillen wie eine Boule-Kugel und wird ähnlich wie beim Roulette in einer am runden Spielfeld außenliegenden Rinne tangential eingeschossen und läuft dann um.
Die Spieler fahren auf relativ schmalen zweispurigen Rollschuhen, deren Rollen schmaler sind als der halbe Durchmesser. Die Motorräder haben halb verkleidete Räder und einen Bügel zum Ziehen der Spieler.

## Rezeption
„Der Film siedelt diese negative Utopie in einer äußerlich recht gegenwartsnahen Umgebung an, bleibt ansonsten aber in der Zeichnung des politischen und sozialen Umfeldes sehr unbestimmt. In vielen Details unglaubwürdig, bietet der in den Actionszenen perfekte, aber auch reichlich brutale Reißer kaum Ansatzpunkte zur Auseinandersetzung mit einer drohenden Zukunft.“

„Wirkt als Kapitalismuskritik halbgar, dennoch fesselt der kühle Actionklassiker. […] Fazit: Düstere Zukunfts-musik: Sport als Mord“

## Hintergrund
Jewison stellte während eines Eishockeyspiels fest, dass die Zuschauer weniger durch den Sport als vielmehr durch die Gewalt angezogen wurden. Der Höhepunkt des Spiels war ein Unfall, bei dem ein Spieler so schwer verletzt wurde, dass er erblindete, doch die Zuschauer waren begeistert, „als hätte das Blut sie wiederbelebt“. Allgemein bereitete ihm die zunehmende Verrohung der Zuschauer Sorgen. Als er 1973 die Kurzgeschichte von Harrison las, erkannte er in Rollerball die Sportart, die er für seinen Film verwenden wollte. Harrison bestand darauf, das Drehbuch selbst zu schreiben, was Jewison akzeptierte.

## Schauplätze
Die Rollerball-Arena wurde in der für die Olympischen Spiele von 1972 errichteten Rudi-Sedlmayer-Halle in München aufgebaut; für die hoch emporragende Konzernzentrale wurde das BMW-Hochhaus in München benutzt, für die avantgardistisch geschwungene Informationszentrale das BMW-Museum. Weitere Schauplätze sind der Olympiapark in München, das Palais de Nations in Genf, das Kraftwerk Fawley und die Pinewood Studios.

## Erstaufführungen
- Vereinigte Staaten, 25. Juni 1975
- Deutschland, 5. September 1975

## Computerspiele
In Anlehnung an Rollerball entstanden auch Computerspiele. Unter anderem macht das Spielprinzip der Speedball-Reihe der Firma Bitmap Brothers starke Anleihen an die in diesem Werk dargestellten Handlungen.
Für Amstrad CPC und Commodore 64 gab es ein Spiel mit dem Namen Rocket Ball (1985), welches sich stark an den Film anlehnt.

## Auszeichnung
Der Film wurde 1976 mit dem Saturn Award für den besten Science-Fiction-Film sowie für die beste Kamera ausgezeichnet. James Caan teilte seinen Preis als bester Hauptdarsteller mit Don Johnson für dessen Rolle in Der Junge und sein Hund.

## Filmmusik
Bemerkenswert ist auch der Einsatz klassischer Musik zur Stimmungserzeugung im Film. Insbesondere Bachs Toccata in d-Moll, die während der Eröffnungssequenz und später während des dramatischen Höhepunkts zu hören ist, das g-moll-Adagio von Albinoni/Giazotto und das Largo aus Schostakowitschs fünfter Sinfonie sind hier hervorzuheben. Eingespielt wurden die Stücke vom London Symphony Orchestra unter der Leitung von André Previn, der darüber hinaus auch eigene Musik für den Film schrieb.

## Neuverfilmung
2002 kam eine Neuverfilmung gleichen Titels, aber mit abgewandelter Handlung unter der Regie von John McTiernan in die Kinos. Unter den Darstellern befanden sich unter anderem Jean Reno, LL Cool J und Rebecca Romijn. Das Drehbuch stammt von Larry Ferguson und John Pogue.

## Bezüge zu anderen Filmen
Eine modifizierte Variante von Rollerball namens „Motorball“ wird in Alita: Battle Angel von 2019 gespielt.